# Gonostoma elongatum
Gonostoma elongatum és una espècie de peix pertanyent a la família dels gonostomàtids que habita a la mar Mediterrània, l'Atlàntic oriental (des d'Islàndia fins a Cap Verd i el golf de Guinea i, també, entre les latituds 30°S-35°S), l'Atlàntic occidental (el golf de Mèxic), l'Atlàntic nord (65°-30°N), les àrees tropicals i subtropicals de la Conca Indo-Pacífica, el Pacífic oriental (Califòrnia, la Baixa Califòrnia i Xile), l'Índic tropical i subtropical, el mar de la Xina Meridional i el mar de la Xina Oriental.
És un peix marí i batipelàgic que viu entre 0-4.740 m de fondària (normalment, entre 500 i 1.200). Fa migracions verticals: entre 100-200 m i 500-800 durant la nit i 25-600 i 1.250-1.500 durant el dia. Menja crustacis i peixets.
A les illes Açores és depredat per Beryx splendens.
És hermafrodita i ovípar amb larves i ous planctònics.
Pot arribar a fer 27,5 cm de llargària màxima. És de color negre i lleugerament platejat als laterals. Té les aletes fosques i amb petites taques de color negre. Té una aleta dorsal adiposa. Té 11-15 radis tous a l'aleta dorsal i 27-32 a l'anal, 39-41 vèrtebres. Desenvolupa fotòfors en arribar als 6-22 mm de llargada. És inofensiu per als humans.

## Galeria

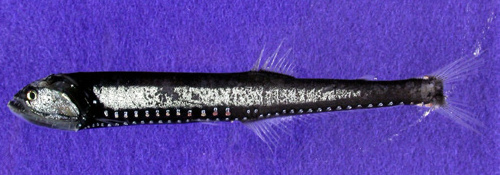
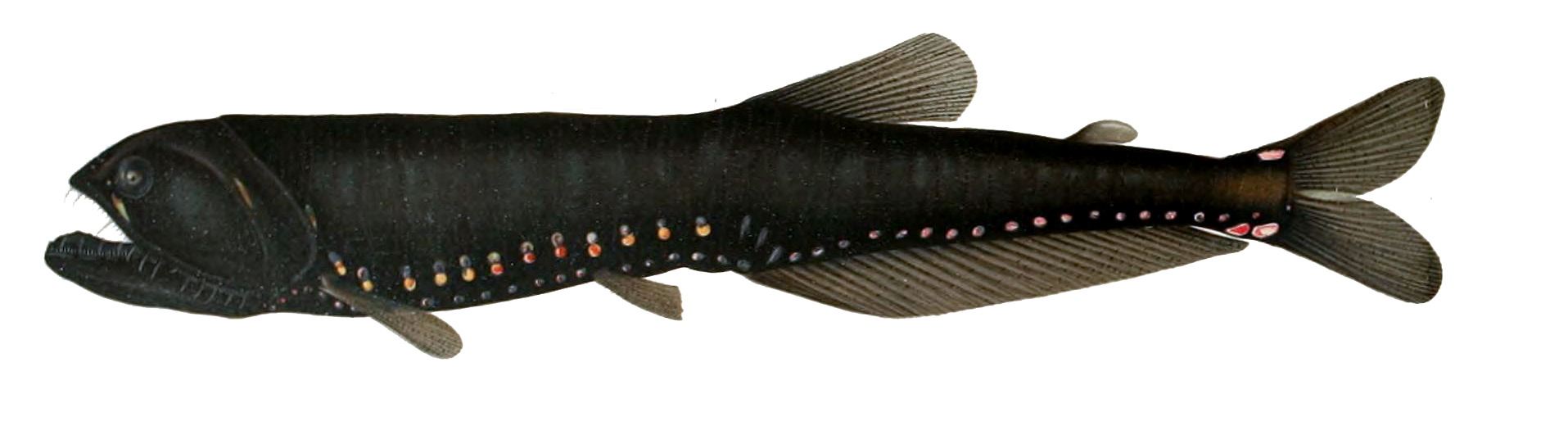
Dibuix de 1911, d'una expedició del Príncep de Mònaco
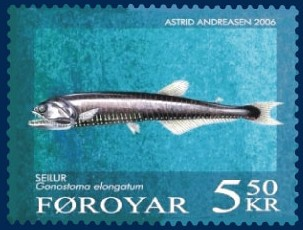
Segell de les illes Fèroe